# فيكتوريا حبيقة
فيكتوريا حبيقة ممثلة مسرحية مصرية أصولها شاميه، عملت في السينما والمسرح، واشتهرت في مسرحيات نجيب الريحاني وكانت تؤدي دور السيدة العجوز، الراغبة في الزواج، مثل مسرحيتها «30 يوم في السجن».
بدأت ككومبارس مع فرقة نجيب الريحاني المسرحية، وقدمت بإجادة كبيرة أدوار التركية الارستقراطية وكذلك أدوار الشامية نظراً لأصول عائلتها، وكان ترشيح الريحاني بعد ذلك لدخول الفنانة فيكتوريا حبيقة إلى عالم السينما مع فيلمه الشهير «سي عمر» عام 1941.
وفي هذا الفيلم قدمت فيكتوريا دوراً مغايراً لما تعودته في المسرح، فهي الأم الحنون المنتظرة لعودة ابنها الغائب، أما في المسرح فقد كانت المرأة العجوز المتصابية الراغبة بالزواج وخاصة في مسرحية «30 يوم في السجن» وفيلم «نهر الحب» مع فاتن حمامة عام 1960، وإن كانت جميع أدوارها لم تخرج عن النطاق الثانوي غير المؤثر بدرجة كبيرة في أحداث العمل الدرامية.
أما أدوار التركية فقد تميزت بها فيكتوريا خاصة في «غرام وانتقام» مع أسمهان «المليونير» مع إسماعيل ياسين، «أنا حرة» مع لبني عبدالعزيز، «أنا بريئة» مع إيمان، حتى كان آخر أدوارها مع أحمد مظهر في «خطيب ماما» عام 1965، وبعدها ابتعدت عن الفن حتى وفاتها في 20 نوفمبر عام 1972.

## فيلموجرافيا
تمثيل (35 عمل)
1. خطيب ماما فيلم 1965
2. الستات ميعرفوش يكدبوا مسرحية 1961
3. نهر الحب فيلم 1960
4. سر امرأة فيلم 1960
5. انا بريئة فيلم 1959
6. أنا حرة فيلم 1959
7. الأرملة الطروب (فيلم) 1956
8. قلبي يهواك (فيلم) 1955
9. مملكة النساء فيلم 1955
10. حسن ومرقص وكوهين فيلم 1954
11. انا وحدى فيلم 1952
12. إلهام فيلم 1950
13. المليونير فيلم 1950 عمة عاصم الاسترلينى
14. المظلومة فيلم 1950
15. سيبوني أغني 1950
16. إجازة في جهنم فيلم 1949 جولفدان هانم
17. على أد لحافك فيلم 1949
18. 30 يوم في السجن مسرحية 1949
19. حياة حائرة فيلم 1948
20. فوق السحاب فيلم 1948
21. أبو حلموس فيلم 1947
22. قبّلني يا أبي فيلم 1947
23. صباح الخير فيلم 1947
24. غدر وعذاب فيلم 1947
25. مجد ودموع فيلم 1946
26. الماضي المجهول فيلم 1946
27. غرام الشيوخ فيلم 1946 ام أحلام
28. قصة غرام فيلم 1945
29. ليلة الحظ فيلم 1945
30. الأبرياء فيلم 1944
31. غرام وأنتقام فيلم 1944 ماريا كاستلاني
32. نداء القلب فيلم 1943
33. البؤساء فيلم 1943 مدرسة
34. الشريد فيلم 1942
35. رباب فيلم 1942 نظرة المدرسة
36. عريس من استانبول فيلم 1941
37. سي عمر فيلم 1941